# NGC 6330
NGC 6330 é uma galáxia espiral barrada (SBb) localizada na direcção da constelação de Hercules. Possui uma declinação de +29° 24' 15" e uma ascensão recta de 17 horas, 15 minutos e 44,4 segundos.
A galáxia NGC 6330 foi descoberta em 12 de Junho de 1880 por Édouard Jean-Marie Stephan.